# 匡章
匡 章（きょう しょう、生没年不詳）は、中国戦国時代の田斉の人。匡子・章子・田章とも呼ばれる。斉において紀元前335年から紀元前295年と威王・宣王・湣王の三代の王に仕えた名将。
斉王に対して死を厭わぬ忠誠を誓った匡章は、北は燕を伐ち、南は楚を征め、西は函谷関を攻して斉のために幾度もの戦功を立てた。

## 戦歴・功績

### 桑丘の戦い
ある時、秦は魏と韓の領土を通って斉に攻め入った。威王は匡章を将軍に任じこれを迎え討たせたが、両軍は宋との境である桑丘（現在の山東省済寧市兗州区）で相対すると使者を交わし、一時の猶予を決め互いの陣地を設営した。
元々東西に離れた両国の将兵は使者のやり取りを頻繁に交わすにつれ戦の緊張感は消え失せ、将も兵も互いに和んだ雰囲気となり遂には両軍の陣地の境すらもわからぬ程に接して交流するまでに至った。
匡章はこの様子を見ると、自軍の旗を秦軍の旗に似せた形にして、将兵を伴うと秦軍の陣営に紛れて行った。この様子を見た斉の斥候は首都に戻ると匡章が兵達と共に秦軍に入った旨を報告し、匡章が秦に寝返ったと報告した。続く斥候達も全く同じ旨を報告し、遂には斥候や家臣も匡章の裏切りを罰するよう、威王に申し出たが威王はそれを頑として受け入れなかった。
御前の家臣達も不安を募らせる中、この後に現れた斥候は威王の眼前で斉軍の大勝と秦軍の大敗を報告した。御前の者達は驚きの後、歓喜の声に湧き上がった。
後に威王は家臣達からの何故王は匡章裏切りの報告を信じなかったのかとの問いに、威王はかつて匡章の母親が父親に大恥をかかせたことが原因で殺されて厩舎の下に埋められたことを知っており、此度の戦で匡章を将軍に任じた際、この戦に勝ったら母の墓を厩舎の下から立派な場所に移すことを提案したが、その際の匡章の返答で匡章が自分を欺き、裏切るような人間ではないと確信していたと返答し、後日これを人伝に聞いた匡章は斉王への忠節を誓ったと言われる。

### 斉破燕の戦い
紀元前314年、2年前に燕王噲から燕の王位を継いでいた元宰相の子之に対して、燕王噲の子の太子平が将軍の市被と共に叛乱を起こし、燕の国内は内戦状態に陥った。子之の反撃で叛乱は鎮圧され、太子平は市被に裏切られ、市被も戦死した。このため、子之の圧政で荒れていた燕の国内はさらに混乱が進み、好機と捉えた斉の宣王は匡章に命じて燕に侵攻させた。
匡章率いる斉軍は燕の公子職（後の昭王）の支援と称し、燕の国都の薊を陥落させ、子之は逃亡し燕王噲は混乱の中で斉軍に殺害され、公子職の軍も斉軍に攻撃を受け全土は斉に併合されたため燕は公子職が斉への服属を条件に王位に就くまで一時的に滅亡することとなった。

### 濮上の戦い
紀元前312年、魏を攻めた匡章の率いる斉軍と宋の連合軍だったが、魏の救援要請を受けた秦の恵文王は樗里疾と到満に楚の包囲を解かせ、魏の救援に向かわせた。
濮水にて対峙した魏・韓・秦の連合軍と斉・宋の連合軍であったが濮上の戦いと呼ばれるこの戦いは激戦の末に斉の軍は敗れ、斉の副将の田声は戦死（または虜囚となる）し、匡章もまた敗走した。
到満はこの後、軍を北上させ燕に到達し斉軍は燕から撤退せざるを得なくなり、この敗戦は燕の昭王による燕の国威復興と先の燕における戦いの報復を済西の戦いにて斉が受ける遠因となった。

### 垂沙の戦い
紀元前301年、斉・魏・韓・秦の4カ国が連衡して、楚に攻め込み垂沙（現在の河南省南陽市唐河県）の戦いが勃発した。この時、楚の指揮官を務めたのは唐眜だった。
斉は匡章、魏は公孫喜、韓は暴鳶、秦は庶長の奐を派遣し、軍を唐眜の籠る楚の方城（現在の河南省平頂山市葉県）へ向かわせた。斉・韓・魏の連合軍と、唐眜率いる楚軍は沘水を挟んで対陣した。この対陣は6カ月におよんで戦線が膠着し、斉の宣王は督戦の使者として周最を匡章の元に遣わし直ぐに渡河して戦うように促した。匡章は戦機が熟すのを待っていたが、渡河しようにも河の深さが分からず、家来を出して河の深さを測らせようにも、楚軍が弓を射って来て誰も河辺に近寄ることが出来なかった。
しかし、匡章はある時一人の木こりから楚軍の配置を聞き出し、それにより楚軍の兵士が多い部分は河の深さが浅い場所、楚軍の兵士が少ない場所は河の深さが深い場所であることを見抜き、精鋭を選ぶと夜が訪れるのを待って楚軍の兵士が多い場所から攻撃を仕掛けた。半年の対陣で楚軍はすっかり気が緩んでしまっており、連合軍の渡河を許してしまい、数千人が討ち取られた上に唐眜も戦死してしまった。

### 函谷関の戦い
紀元前299年、秦と趙は盟を組み、斉と断交した。秦の相で斉の公子の孟嘗君は斉に逃避した（鶏鳴狗盗の故事）。
紀元前298年、孟嘗君の指揮下で斉と韓・魏が合従して秦を攻めた。匡章は合従軍の将を勤め函谷関まで攻め入ったが函谷関を陥すには至らなかった（函谷関の戦い (紀元前298年)）。

## 逸話

### 徐州相王
紀元前334年に斉の威王と魏の恵王が徐州で会盟した際、恵施とは互いの王について評論を交わしたことがあると言う。